# RK Eurofarm Pelister
Maillots
Le RK Eurofarm Pelister, appelé RK Eurofarm Rabotnik jusqu'en 2019, est un club de handball situé à Bitola en Macédoine du Nord.

## Histoire

### L'ascension
Le HJS Rabotnik est fondé à Bitola le 9 mars 2011. Dans cette ville du sud-ouest de la Macédoine du Nord se trouve déjà un club qui évolue en première division : le RK Pelister, champion à six reprises depuis l'indépendance du pays.
En 2016, grâce à sa première place en Prva Liga, il accède à la Super Liga et ajoute le nom de son principal sponsor au sien : RK Eurofarm Rabotnik. Dès sa première saison dans l'élite, le club dispute les play-offs. Grâce notamment à une victoire sur le RK Pelister en quarts de finale, il accède à la finale de la Coupe de Macédoine qu'il perd face au Vardar Skopje. Cette performance le qualifie pour sa première compétition européenne : la coupe Challenge. Deuxième de saison régulière l'année suivante, l'Eurofarm Rabotnik devance le RK Pelister en playoffs et se qualifie alors pour la Coupe de l'EHF. En progrès constants, le Rabotnik remporte la phase régulière en 2018-2019 puis devance le Metalurg Skopje lors de la phase finale, terminant vice-champion à égalité de points avec le Vardar. Il se qualifie ainsi pour la Ligue des champions et la Ligue SEHA.
Sur la scène internationale, les résultats sont plus mitigés. Pour son baptême européen, le Rabotnik passe un premier tour face aux modeste Granitas Kaunas mais est ensuite surclassé par le Fyllingen Håndball de Bergen. En coupe de l'EHF l'année suivante, il écarte facilement le BSV Berne mais ne gagne qu'un match (d'un but) lors de la phase de groupe. En Ligue des champions 2019-2020, le RK Eurofarm Rabotnik fait bonne figure : hormis le déplacement chez le Sporting CP, tous ses matchs se jouent à un ou plus rarement deux buts d'écart mais avec trois victoires en dix matchs, il termine dernier de la poule basse C. Quant à ses débuts en Ligue SEHA, ils sont excellents : trois victoires pour débuter dont une prestigieuse contre le Veszprém KSE, futur vainqueur. Le club de Bitola ne remporte ensuite plus qu'un succès en phase de groupe et quitte la compétition dès le premier tour éliminatoire, battu d'un but par le RK Nexe Našice.

### La fusion
Le 29 novembre 2019, Eurofarm, propriétaire du RK Eurofarm Rabotnik, et la municipalité de Bitola, propriétaire du RK Pelister, concluent un accord de fusion des deux clubs. Le RK Eurofarm Rabotnik, devenu RK Eurofarm Pelister, sera le club phare avec des ambitions européennes. Le RK Pelister, renommé RK Eurofarm Pelister II, devient un club de développement avec de jeunes joueurs de Bitola ou, plus généralement, macédoniens.

## Palmarès
Le tableau suivant récapitule les performances du club dans les diverses compétitions macédoniennes et européennes.
| Compétitions internationales | Compétitions nationales |
| - Ligue des champions : - 2 participations : 2019-2020 et 2023-2024 - Ligue européenne : - phase de groupe : 2018-2019 et 2020-2021 (en cours) - Coupe Challenge : - 1/8 de finale : 2017-2018 | - Championnat de Macédoine du Nord - champion (1) : 2023 - vice-champion (6) : 2019, 2021, 2022 - Coupe de Macédoine du Nord - finaliste (4) : 2017, 2021, 2022, 2023 |

### Parcours
| Saison    | Championnat | Championnat | Championnat | Coupe         | Coupe d'Europe | Coupe d'Europe       | Ligue SEHA   | Ligue SEHA    |
| Saison    | Niveau      | S.R.        | P.F.        | Coupe         | C.             | Tour atteint         | S.R.         | P.F.          |
| --------- | ----------- | ----------- | ----------- | ------------- | -------------- | -------------------- | ------------ | ------------- |
| 2015-2016 | 2           | 1er         | NC          | 1/8 de finale | non qualifié   | non qualifié         | non qualifié | non qualifié  |
| 2016-2017 | 1           | 3e          | 5e          | Finale        | non qualifié   | non qualifié         | non qualifié | non qualifié  |
| 2017-2018 | 1           | 2e          | 3e          | 1/2 finale    | C4             | 1/8 de finale        | non qualifié | non qualifié  |
| 2018-2019 | 1           | 1er         | 2e          | 1/2 finale    | C3             | groupes (4e/4)       | non qualifié | non qualifié  |
| 2019-2020 | 1           | NC          | NC          | NC            | C1             | poules basses (6e/6) | 4e de poule  | 1/8 de finale |
| 2020-2021 | 1           | NC          | 2e          | Finale        | C3             | 1/8 de finale        | 2e de poule  | en cours      |
| 2021-2022 | 1           | NC          | à venir     | à venir       | C3             | à venir              | à venir      | à venir       |

1. ↑  Les deux clubs du pays jouant la Ligue SEHA ne participent pas à cette phase.
2. ↑  C1=Ligue des champions ; C3= Coupe de l'EHF/Ligue européenne ; C4=Coupe Challenge.
3. ↑  La phase finale n'a pas eu lieu en raison de la pandémie de Covid-19.
4. ↑  La coupe est arrêtée avant les huitièmes de finale en raison de la pandémie de Covid-19.

## Personnalités liées au club

### Effectif actuel
L'effectif est :

## Infrastructure
Le RK Eurofarm Pelister évolue au Palais des sports Boro Čurlevski (en) de Bitola. Cette enceinte peut accueillir 3 500 spectateurs. Elle s'appelait « Mladost » jusqu'en juillet 2018 où elle a pris le nom de Boro Čurlevski (mk), joueur du Pelister né à Bitola.

## Supporters

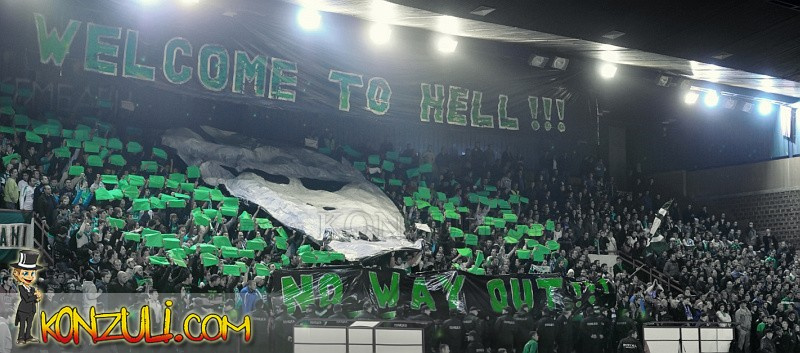
les Čkembari en 2011, lors du match RK Pelister Bitola-HC Meshkov Brest, en Coupe des coupes.

Les Čkembari (macédonien: Чкембари) sont un groupe ultra créé en 1985.
Le club de supporters soutient les sportifs macédoniens de Bitola sous le nom Pelister, le club supportait principalement le FK Pelister Bitola, l'équipe de football mais s'investissait aussi dans le club de handball. Le club a été créé lors du match Partizan Bjelovar face au RK Pelister Bitola, qui se jouait donc à l'extérieur, ce match était crucial car il allait déterminer si le Pelister descendait en division 2 ou se maintenait en division 1 et lors de ce match, les supporters étaient venus en nombre puisqu'il y eut quinze bus pour ce déplacement et donc, durant ce match ce n'était plus des supporters mais un groupe de supporters qui encourageait le club.